# Прокин, Алексей Михайлович
Алексей Михайлович Прокин (2 апреля 1924, Лопасня, Московская губерния, РСФСР — 15 июня 1998, Чехов, Московская область, Российская Федерация) — советский и российский историк, краевед, педагог.

## Биография
Алексей Прокин происходил из купеческой семьи.
Уже в 16 лет, будучи учеником десятого класса, преподавал историю в младших классах.
С осени 1942 года работал в школе учителем истории.
Заочно с отличием окончил областной педагогический институт, два года обучался там же в аспирантуре. Потом вернулся работать в школу, где проработал до конца жизни.
Ходил со своими учениками в походы, занимался археологическими раскопками, проводил много времени в архивах. Многое из истории Лопасни (нынешнего Чехова) он узнавал и рассказывал в своих трудах впервые.
Первая книга Прокина «По родным местам» вышла в 1967 году. Это был краеведческий очерк о Лопасне и районе. Вторая вышедшая из-под его пера книга «Город Чехов и его окрестности» (1977) является подробным историческим описанием, включающим в себя, в числе прочего, очерки о людях, чья биография связана с Лопасней и её окрестностями. Книги этой тематики издавались Прокиным и впоследствии, нередко в соавторстве.
В знак признания заслуг Прокина перед городом ему первому было присвоено звание «Почётный гражданин города Чехова».
Награждён медалями и орденом «Знак Почёта».
Среди его учеников — известный журналист и писатель Юрий Сбитнев, врач-рентгенолог Шириншо Шириншоевич Шотемор, журналист и писатель Юрий Бычков и др.
Погиб (сбит автомобилем) 15 июня 1998 года.

## Память

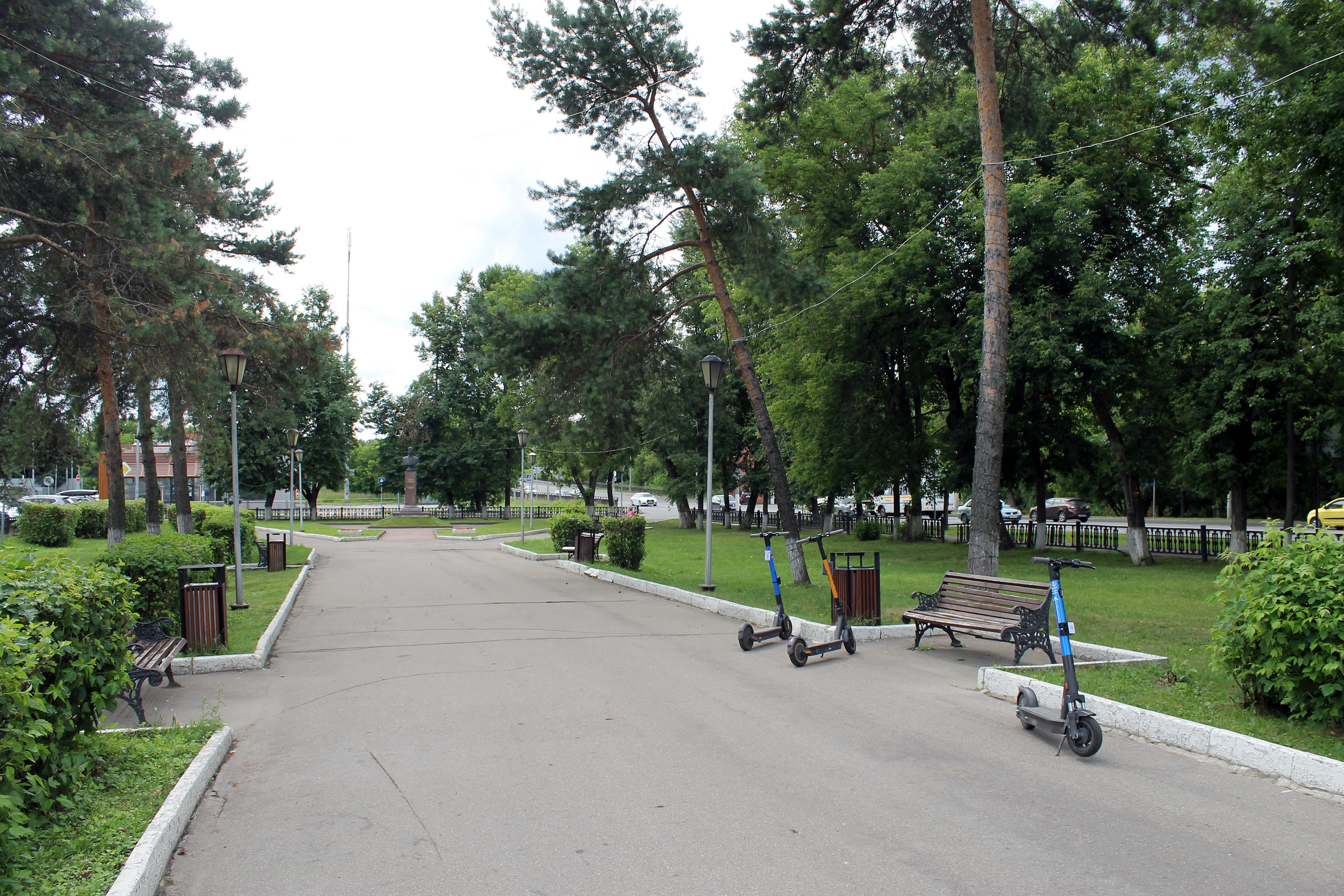
Сквер им. Прокина в Чехове

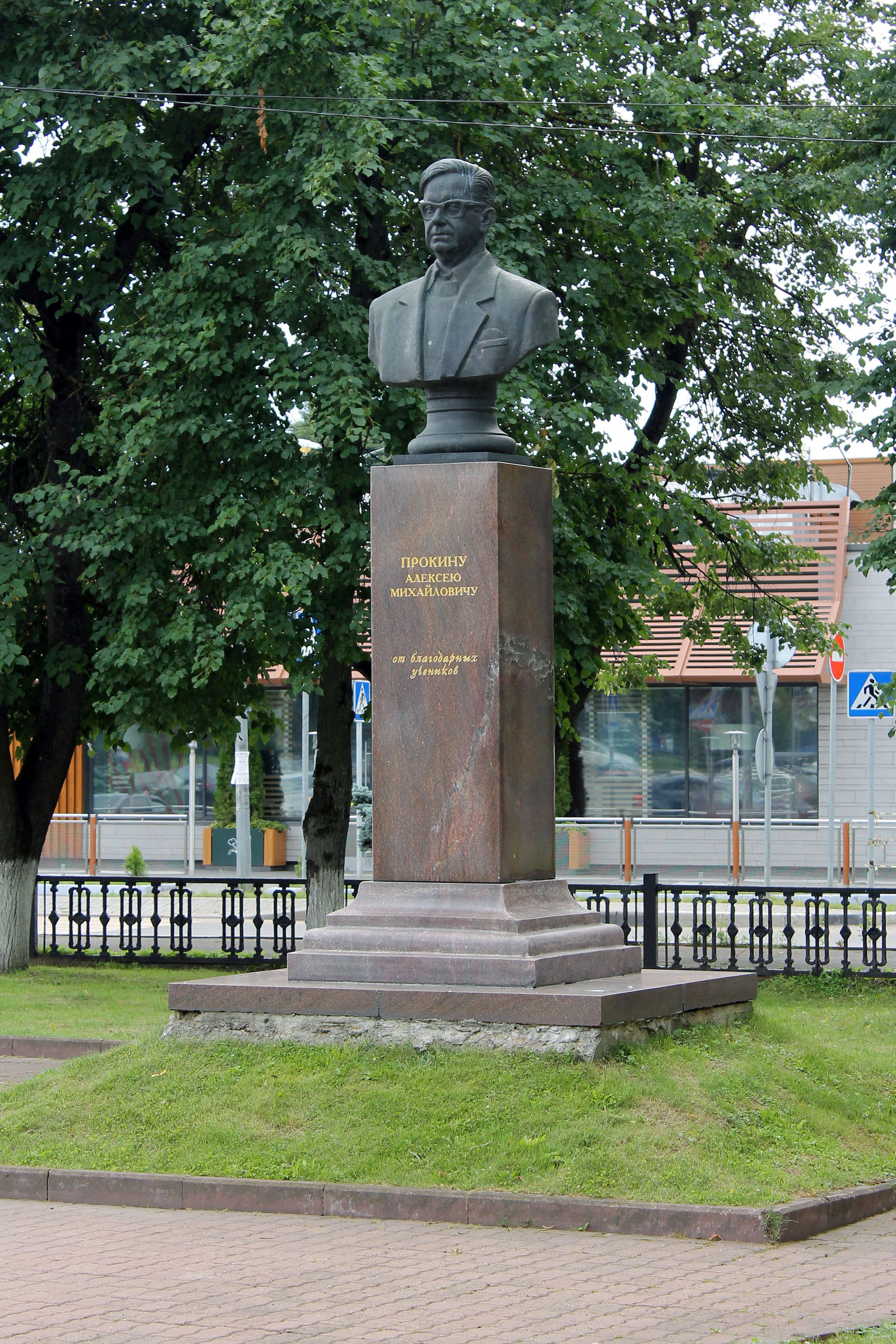
Памятник Прокину А.М. в Чехове

25 августа 2001 года в Чехове был воздвигнут памятник Прокину с посвящением: «От благодарных учеников». Сквер, где установлен памятник, также носит его имя.

## Награды и признание
- Медаль «За оборону Москвы»;
- Медаль «За доблестный труд в Великой Отечественной войне 1941—1945 гг.»;
- Медаль «50 лет Победы»;
- Орден «Знак Почёта».